# 双埠头祈祷所
双埠头祈祷所，位于北京市通州区宋庄镇双埠头村，隶属天主教北京教区。

## 简介
2010年12月19日将临期第四主日下午，北京教区双埠头祈祷所举行祝福典礼。北京教区教务委员会赵庆龙神父、张洪波神父、庞文贤神父以及贾后疃堂区本堂闫一杰神父共祭感恩圣祭，祝福祈祷所。北京教区教务委员会的几位神父还为双埠头祈祷所带来了圣诞树、彩灯等圣诞节礼物。近百位教友参加了此次祝福典礼。
2009年底，因为城市规划需要，通州西门地区即将拆迁。原在通州西门地区的通州祈祷所暂迁至宋庄镇六合村。因六合村离通州城区较远且交通不便，北京教区出资租赁到通州区云景南大街32号商住楼二层，作为通州祈祷所用房，通州祈祷所在新址于2011年3月27日奉献了首台弥撒。通州祈祷所迁离六合村后，在六合村仍保留有六合村祈祷所。后来六合村整村搬迁新址，在村边择新址重建六合村祈祷所，新址位于宋庄南三街201号院。2014年5月20日，六合村祈祷所在新址举行了庆祝典礼，北京教区教务委员会秘书长赵庆龙神父主祭，闫一杰神父、罗茂英神父共祭。通州贾后疃堂区、通州祈祷所、双埠头祈祷所、六合村祈祷所的教友共同参加了庆贺典礼。2015年11月21日，北京教区李山主教来到六合村祈祷所视察教务并看望教友。2016年5月1日复活期第六主日，暨慈母圣教会圣母圣月首日，六合村祈祷所举行了该祈祷所建立之后的第一次圣母圣月开启仪式。六合村祈祷所位于通州区宋庄镇六合新村南区住宅楼南侧。
双埠头、六合村祈祷所本来隶属于贾后疃堂区。2016年3月，双埠头、六合村祈祷所从贾后疃堂区独立，成立双埠头堂区。李响神父任堂区成立后的首任主任司铎。

## 主任司铎
1. 李响神父（2016年3月—，双埠头、六合村祈祷所主任司铎）[5]